# So Pip
Das So Pip (thailändisch ชอปีบ, englisch Saw Peep) ist ein Streichinstrument, das im Nordosten von Thailand, dem Isan, gespielt wird.
Der Klangkörper besteht üblicherweise aus Blechdosen oder Dosen für Kerosin oder Karamellbonbons. Der Bogen ist aus Holz, zwischen dessen Enden Pferdehaar gespannt ist. Ein ähnliches Instrument ist das Sor Kapong (Saw Krapong, in Thai ชอกระป๋อง). Beide werden als Solo- oder als Begleitinstrument gespielt.